# Tokuryū
Les tokuryū (トクリュウ／特龍) sont des organisations criminelles apparues au Japon au début des années 2020. Elles se distinguent par leur structure décentralisée internationale et leur caractère éphémère.
Leur fonctionnement repose en grande partie sur le recrutement via les réseaux sociaux, souvent sous la forme de yami baito (en) (« petits boulots illégaux »), promettant des gains rapides.

## Étymologie
Le terme est créé par l'Agence nationale de la police du Japon pour désigner des groupes criminels anonymes et fluides (匿名・流動型犯罪グルー, tokumei-ryūdōgata hanzai gurūpu). C'est un mot-valise fondée sur les mots tokumei (匿名, anonyme) et ryūdo (流動, fluide).
Ce nouveau terme sert à mettre en avant le singularité de cette nouvelle méthode du crime organisé qui n'est fondé ni sur un code, ni sur une hiérarchie apparente et structurée.

## Origine et expansion
Ces structures apparaissent dans les années 2020 et semblent être une réaction à la recrudescence de répression policière contre le crime organisé traditionnel comme les yakuzas. Les tokuryū profitent de failles dans le contrôle du financement criminel international et de l’absence d’une structure hiérarchique fixe, ce qui complique les enquêtes.
Les tokuryū sont à différencier des hangure (半グレ), groupes semi-criminels apparus au Japon dans les années 2010, et plus spécialisés dans les arnaques et escroqueries.
De septembre 2021 à février 2022, plus de 10 000 personnes considérées comme appartenant aux tokuryū ont été arrêtées par la police, la plupart pour des affaires liées à la drogue.
Le phénomène est signalé pour la première fois en 2022. Il se développe rapidement et gagne en visibilité après plusieurs affaires médiatisées, dont celle d’un groupe surnommé « Luffy » ayant organisé des escroqueries d’ampleur depuis l’étranger. Basés aux Philippines, les dirigeants du groupe recrutaient et coordonnaient les membres opérant au Japon via l’application chiffrée Telegram, engrangeant ainsi des milliards de yens.
Depuis août 2024, les tokuryū sont impliqués dans une hausse importante des cambriolages et escroqueries à Tokyo. En 2024, les pertes liées aux activités des tokuryū sont estimées à 87,1 milliards de yens (environ 515 millions d’euros).

## Organisation et composition
Ces groupes se composent généralement de quatre niveaux :
1. Cerveaux : responsables invisibles de la planification des opérations.
2. Organisateurs : coordinateurs des actions sur le terrain.
3. Recruteurs (kakeko) : chargés de trouver des exécutants, souvent via appels téléphoniques ou réseaux sociaux.
4. Exécutants (ukeko) : personnes réalisant les délits (cambriolages, escroqueries, etc.).

Les membres proviennent d’horizons variés : anciens yakuzas, délinquants isolés ou personnes sans antécédents criminels, issues de milieux modestes ou étudiants. Certains groupes comptent une majorité de ressortissants étrangers, notamment originaires de Chine, du Vietnam ou du Cambodge.
Des organisations criminelles traditionnelles, comme les yakuzas, peuvent coopérer avec des tokuryū pour certaines opérations.
Après chaque opération, le groupe se dissout et peut se reformer ailleurs avec de nouveaux membres.

## Implantation géographique
Les activités des tokuryū sont souvent coordonnées depuis l’étranger. Des réseaux installés aux Philippines, en Chine ou en Birmanie ont ainsi ciblé le Japon.
En 2025, plusieurs centres d’escroquerie ont été démantelés en Birmanie. Ils impliquaient plus de 7 000 personnes, dont certaines retenues contre leur gré, et comprenaient des ressortissants japonais.

## Activités criminelles
Les tokuryū sont impliqués dans diverses infractions, :
- escroqueries par hameçonnage ou fraude bancaire ;
- cambriolages visant objets précieux ou matériaux comme le cuivre ;
- usure et trafic de stupéfiants ;
- prostitution forcée, parfois via des host clubs ;
- meurtres.

Certains exécutants sont contraints d’agir après que leurs données personnelles ont été extorquées.